# Lazuri (Nagylupsa község)
Lazuri falu Romániában, Erdélyben, Fehér megyében.

## Fekvése
Muska közelében fekvő település.

## Története
Lazuri korábban Muska része volt. 1956 körül vált külön településsé 390 lakossal.
1966-ban 395, 1977-ben 353, 1992-ben 350, 2002-ben 302 román lakosa volt.